# Jorge Costa
Jorge Paulo Costa Almeida, vagy egyszerűen csak Costa (Porto, 1971. október 14. – 2025. augusztus 5.) portugál labdarúgóedző, hátvéd.

## Pályafutása
Beceneve Bicho (állat) és Tanque (tank) volt, kollégái azért adták a Portót sokáig csapatkapitányként irányító játékosnak, mert agresszív játékstílusával 24 fontosabb trófeát érdemelt ki, mint 8 bajnoki cím és a 2004-es BL-győzelem.
50-szeres portugál válogatott, járt 1-1 vb-n és Eb-n is. Visszavonulása után több klubnál is megfordult edzőként.
2011. július 1. és 2012. április 9. között edzőként irányította a kolozsvári CFR 1907 csapatát. A 26 mérkőzés eredménye 15 győzelem, hat döntetlen és öt vereség. Jorge Costa ezután ugyancsak Romániában a medgyesi Gázmetán együttesét is edzette 2020. szeptember 30. és 2021. február 2. között.